# Ветрењача у Меленцима
Ветрењача у Меленцима или Бошњакова ветрењача, или млин на ветар подигнута је 1899. године, на периферији села, крај пута за Башаид. Представља непокретно културно добро као споменик културе од великог значаја.

## Изглед
Зидана је у комбинацији опеке и ћерпича у облику зарубљене купе на којој је купасти кров од шиндре. Кроз покретни кров, који се може „вирати“ је некада пролазила масивна осовина са крилима за хватање ветра, који је уједно био и погон за покретање механизма. Крила сада недостају, а дрвени механизам је у великој мери оштећен. Унутрашњи простор је подељен на приземље, два спрата и поткровље, а повезан је унутрашњим степеништем. У таванском простору и горњем спрату налазила се конструкција, док су на првом спрату три пара камена за млевење жита. У приземљу је било исто толико сандука у које је олуцима доспевало брашно. Врло је слична ветрењачама у Чуругу и Белом Блату и представља редак пример некада многобројних објеката ове врсте.

## Обнова и заштита
Иако је од стране Покрајинског завода зграда ветрењаче комплетно обновљена 1971. године (осим обнове делова механизма млина), након више од тридесет година некоришћења, објекат ветрењаче претрпео је знатна оштећења. Постојала је опасност од тоталног рушења, те се указала потреба за хитним конзерваторским радовима на санацији конструкције и рестаурацији оштећених делова.
Завод за заштиту споменика културе Зрењанин израдио је пројектно-техничку документацију реконструкције и статичке санације, на основу које су додељена средстава за радове од Министарства културе Републике Србије. Радови су извођени током 2007. године у две фазе. Првом фазом обухваћени су радови на санацији темеља и зидова, а другом фазом извршена је санација кровне конструкције и постављање новог кровног покривача од шиндре, чиме је спречено урушавање овог ретког примера народног градитељства.

## Галерија
- Ветрењача у Меленцима са крилима
- Ветрењача 1962. године
- Ветрењача 1962. године
- Ветрењача у Меленцима